# Helena Piszczatowska
Helena Piszczatowska, ps. „Fela” (ur. 28 kwietnia 1898 w Warszawie, zm. 9 grudnia 1991 tamże) – żołnierz, łączniczka AK w stopniu porucznika.

## Życiorys
Córka Wincentego Piszczatowskiego i Józefy. Długoletnia urzędniczka organów skarbowych (1918–1970). Tuż przed II wojną pracowała w gabinecie prezydenta Warszawy Stefana Starzyńskiego. W okresie 1939–1944 brała aktywny udział w konspiracji, m.in. zajmując się łącznością kurierską z terenami wschodnimi w Oddziale V (Łączności) Komendy Głównej Armii Krajowej. Uczestniczka Powstania warszawskiego. Emocjonalnie i działalnością społeczną mocno związana z polskimi Tatrami, szczególnie z Poroninem, gdzie jakiś czas ukrywała się po Powstaniu. Pochowana na cmentarzu Bródnowskim w Warszawie, w kwaterze nr 13.